# Angelo Gritti
Angelo Gritti (Bergamo, 20 maggio 1907 – Bergamo, 7 settembre 1975) è stato uno scultore italiano.

## Biografia
Angelo Gritti era figlio di Lorenzo (1876-1929) e Virginia Invernizzi. Il padre, dopo alcuni anni di lavoro alle dipendenze di aziende specializzate nella produzione di mobili antichi, aprì nel 1918 una propria bottega di intagliatore. 

Il medesimo anno fu incaricato d'insegnare l'arte della lavorazione del legno alla scuola d'Arte Andrea Fantoni di Bergamo e successivamente presso l'Istituto Botta. Angelo crebbe quindi in un ambiente artistico frequentando nel biennio 1919-1920 i corsi paterni presso la scuola d'Arte, ottenendo una positiva menzione per la qualità del suo lavoro d'intaglio. Frequentò quindi i corsi serali di Scuola Superiore di Arte Applicata presso il Castello Sforzesco di Milano. La morte prematura del padre avvenuta il 18 gennaio 1929, lo obbligò ad assumersi le responsabilità della bottega di famiglia in Bergamo, avendo tra i primi clienti Attilio Nani. 
Contemporaneamente alla gestione della bottega, intraprese la carriera artistica, realizzando opere di soggetto sacro per le chiese della bergamasca. Malgrado il Novecento avesse portato con sé nuove correnti artistiche con gli sviluppi del futurismo milanese, il Gritti continuò a realizzare le sue opere seguendo gli insegnamenti paterni. Suo grande amico fu Giacomo Manzù, proprio grazie alla vicinanza con il Nani, con il quale ebbe più di una collaborazione nel periodo che l'artista era esiliato a Clusone durante il conflitto mondiale, e dove poterono frequentare Arturo Tosi anche lui in Val Seriana causa il conflitto. Manzù commissionò in quegli anni al Gritti alcune opere per la famiglia Lampugnani: Alice Lapmpugnani e Grande ritratto di signora, considerati tra i migliori lavori dell'artista. 
Con la sua prima partecipazione alla mostra di scultura a Budapest nel 1938, iniziò la sua esposizione alla critica, realizzando nel 1941 a Berlino una mostra sua personale. Il primo riconoscimento arrivò nel 1946 a Bergamo dove ricevette il Premio della miniera, partecipando alla Mostra nazionale d'arte sacra nella città orobica. Fu invitato ad esporre alla Galleria della Spiga e di Corrente di Ernesto Treccani dove espose Dominique Miserere per partecipare ad un premio di scultura. 
La sua bottega a Bergamo divenne anche luogo d'incontro con Arturo Martini suo grande amico, conosciuto nel periodo di esilio in un paesino della bergamasca durante la Seconda guerra mondiale, diventando per il Gritti non solo un amico ma anche un maestro con cui approfondire il proprio sviluppo artistico.
Nel 1949 espose la Pietà all'Esposizione collettiva  e nel 1954 a Broletto espose alla Terza Biennale Nazionale d'Arte Sacra con i migliori artisti del periodo: Giacomo Manzù, Carlo Carrà, Mario Sironi e Luigi Fontana e Aligi Sassu ottenendo il permesso di esporre in una mostra personale. Nel 1955 vinse il premio del Circolo artistico bergamasco con l'opera San Gregorio Magno. Nel 1958 una delle sue opere inaugura la prima esposizione collettiva della Galleria la Garitta. Le sue opere parteciparono alle esposizioni di arte sacra contemporanea di Bologna, a Roma, Novara. Nel 1962 a Roma espone la tarsia dell'Annunziazione alla Mostra dell'Arredo sacro opera eseguita con il figlio Eugenio. Nel 1970 presenta sei delle sue opere alla Seconda mostra di arte sacra di Bergamo presentanto il Crocifisso. 
Realizzò dal 1938 con la sua prima opera, San Rocco per Valtesse fino a Sant'Antonio da Padova del 1974 per il Duomo di Bergamo moltissimi lavori di opera sacra per le chiese del bergamasco. Nel 1958 Angelo accettò di eseguire il restauro del polittico di Cima da Conegliano di Olera, da qui iniziò anche l'attività di restauro.
Il Gritti ricevette durante la sua attività artistica, molteplici commissioni per la realizzazione di statue raffiguranti santi. Non fu certo facile adempiere alle esigenze dei parroci che richiedevano nelle opere la raffigurazione tradizionale, quella che i fedeli avrebbero certamente compreso, ma che contrastavano con le innovative rappresentazioni artistiche del '900. Il Gritti dovette quindi mediare a queste richieste mantenendo nelle riproduzioni una tradizione classica, a volte usando le figure dei suoi famigliari, come moglie e figli, come la Madonna impressa nella Pietrà di Bonate Sotto. 
L'attività della bottega di Lorenzo e Angelo Gritti proseguì con i lavori di Eugenio (1935) e di Luciano (1966) e il restauro della opere artistiche in legno.

## Opere
(Lettera del 17 aprile 1946 Giacomo Manzù)
Alcune delle mostre esposte a trent'anni dalla morte dal Museo Adriano Bernareggi e altre opere:
- Addolorata 1945, (31x12x7) , collezione Eugenio e Angela Gritti;
- Santo Apostolo n 2 opere (34x13x11) 1947 circa, lavoro preparatorio per le sculture del coro di Codogno, bottega del restauro Gritti;
- San Marco (31x10x8) 1952 terracotta, preparatorio per la scultura di Foresto Sparso, bottega del restauro Gritti;
- Bellerina (24x10x6) 1967-1968 terracotta, bottega del restauro Gritti;
- San Zeno 826X8X7) 1972, terracotta, bottega del restauro Gritti;
- Madonna col Bambino (25x8x8) 1973, preparatorio per la scultura di Dorga, Collezione Giulia Polti Gritti;
- Sant'Antonio da Padova (28x10x7) 1974, terracotta, preparatorio per la scultura del Duomo di Bergamo, bottega del restauro Gritti;
- Madonna col Bambino  (20x8,5x8), collezione Gritti Beretta;
- San Pietro (29x12x8) preparatorio in terracotta (29x12x8), bottega del restauro Gritti;
- San Francesco terracotta (36x12x12) preparatorio collezione Eugenio e Angela Gritti;
- San Matteo (30x13x3) 1973 preparatorio in terracotta, collezione Simona Gritti Tiraboschi;
- Sant'Ornella (27x10x2) lavoro preparatorio in terracotta, collezione Simona Gritti Tiraboschi;
- Sant'Umberto (28x8x2.5) terracotta, collezione Simona Gritti Tiraboschi;
- Sant'Angelo  (27x10,5x3) terracotta collezione Eugenio e Angela Gritti;
- Sant'Eugenio (26x9x2.5) terracotta collezione Eugenio e Angela Gritti;
- San Simone (28x10x2) terracotta collezione Simona Gritti Tiraboschi;
- Santa Marina (31x11x3) terracotta, collezione Simoba Gritti Tiraboschi;
- San Luciano (30x12x3) terracotta, collezione Luciano Gritti;
- San Marco (27x18) 1958 lapis e inchiostro su carta, collezione Eugenio e Angela Gritti;
- San Marco (3112x10) 1958, terracotta, bottega del Restauro Gritti;
- San Marco (155x56x50) legno di cirmolo scolpito e dipinto, Chiesa di Sana Maria Assunta, Vertova;
- San Giorgio e il drago (231x180x75) 1945, legno di cirmolo soclpito, dipinto e dorato, chiesa di San Giorgio martire, Endine Gaiano;
- Immacolata concezione (187x90x70) 1951, legno di cirmolo scolpito e dipinto, Comunità Missionaria Paradiso;
- Cristo Crocifisso con Maria Vergine e san Giovanni (105x143x44), legno di acero scolpito, chiesa di san Tomaso apostolo, Bergamo
- San Gregorio Magno (155x70x57) 1955, legno di cirmolo scolpito, collezione Eugenio e Angela Gritti;
- Quattro evangelisti bussola della basilica di Santa Maria Assunta Gandino;
- San Giuseppe (180x50x40) 1963, chiesa di San Giovanni Battista Sotto il Monte;
- San Martino (159x45x20) 1966, chiesa di san martino Nembro;
- Madonna col Bambino (175x50x60) legno di cirmolo scolpito e patinato, chiesa della Santissima Trinità, Dorga;
- Beato Papa Giovanni XXIII (60x32x25), 1973, colelzione Gianni e Maridda Rota;
- Sacro Cuore con penitente (175x70x28), 1974, legno di cirmolo scolpito, Chiesa di Santa Maria Assunta e Sant'Ippolito, Gazzaniga;
- Sant'Antonio di Padova con Gesù Bambino (150x50x60) legno di cirmolo scolpito e patinato, Duomo di Bergamo:
- San Giacomo Apostolo 1958, legno di cirmolo scolpito e dipinto, chiesa di San Giacomo e San Vincenzo, Gromo[8].